# Milhaud
Milhaud là một xã trong vùng Occitanie. Xã Milhaud nằm ở khu vực có độ cao trung bình 32 mét trên mực nước biển.
- Costières de Nîmes AOC